# Оборона Сыпина
Оборона Сыпина (кит. упр. 四平保卫战, 4 апреля — 18 мая 1946) — одно из сражений в Маньчжурии времён 2-го этапа гражданской войны в Китае.

## Предыстория
17 марта 1946 войска КПК неожиданным ударом захватили у гоминьдановцев важный железнодорожный узел Сыпин, из которого только что ушли советские войска. Командовавший гоминьдановскими войсками на северо-востоке Сюн Шихуэй тут же отдал приказ находившимся в Шэньяне войскам отбить город. Новая 1-я армия двинулась на север вдоль Южно-Маньчжурской железной дороги, захватив Телин, Кайюань и Чанту; основные силы 71-й армии двинулись на Канпин и Факу. Коммунисты приняли решение оборонять Сыпин, чтобы замедлить гоминьдановское наступление и дать возможность своим частям успеть занять оставляемые советскими войсками города на КВЖД. Сильные дожди затруднили продвижение гоминьдановских танков и автомобилей, что дало отступавшим пешим порядком войскам коммунистов некоторую передышку.
4 апреля в Сыпин прибыл Линь Бяо. 5 апреля, проведя рекогносцировку, он радировал Мао Цзэдуну, что с его точки зрения оборонительное сражение под Сыпином возможно.
7 апреля наступавшая от Чанту на север гоминьдановская Новая 1-я армия от железнодорожной станции Цюаньтоу двинулась на северо-запад в район Синлунлинского хребта. К этому времени там уже сосредоточилось двенадцать полков коммунистов. Последовавший 8 апреля бой нарушил планы гоминьдановского командования 8 апреля выйти основными силами к Сыпину, и вынудил заняться обеспечением безопасности флангов наступающих войск.
Наступавшая в связке с Новой 1-й армией гоминьдановская 71-я армия, заняв Факу, отправила на север 87-ю дивизию к Дава и Бамяньчэну. Коммунисты, быстро перебросив войска с Синлунлинского хребта, 16 апреля нанесли под Дава удар по 87-й дивизии. Гоминьдановцы потеряли свыше 2000 человек, трофеями коммунистов стали 30 автомобилей и большое количество военного имущества.
Линь Бяо приказал перебросить в Сыпин все боеспособные части из Чанчуня, оставив там лишь малочисленный гарнизон. Под Сыпином сосредоточились основные силы коммунистов на северо-востоке Китая: 7-я, 8-я и 10-я бригады 3-й дивизии Хуан Кэчэна, колонна Вань И, шаньдунская 1-я дивизия Лян Синчу, шаньдунская 2-я дивизия Ло Хуашэна, 20-я и 21-я бригады 7-й дивизии Ян Гофу, охранная 1-я бригада Дэн Хуа; с переброшенными из северной Маньчжурии 359-й бригадой и артиллерийской бригадой 7-й дивизии силы коммунистов достигли 80 тысяч человек.

## Ход событий

### Первый этап
18 апреля Чжэн Дунго приказал Новой 1-й армии при поддержке танков и авиации начать наступление на Сыпин с юга. В результате трёхдневных боёв гоминьдановцам не удалось ворваться в город, однако они смогли захватить высокое здание на юго-западе, дававшее возможность обстреливать позиции коммунистов сверху.
22 апреля Новая 1-я армия нанесла мощный удар по Сыпину с востока, однако и здесь гоминьдановским войскам не удалось далеко продвинуться. 26 апреля Чжэн Дунго приказал прекратить наступление, и обратился в Шэньян к Ду Юймину с просьбой о подкреплениях. 27 апреля Мао Цзэдун в радиограмме Линь Бяо сравнил мужество защитников Сыпина с мужеством защитников Мадрида в 1930-х годах.

### Второй этап
Ду Юймин решил, что прежде, чем продолжать штурмовать Сыпин, нужно вначале взять Бэньси. В это время Бэньси обороняли на широком фронте незначительные силы коммунистов — 27-й, 30-й и 31-й полки южноманьчжурской 4-й колонны под командованием Сяо Хуа. 2 мая по ним нанесли концентрированный удар пять гоминьдановских дивизий, и к вечеру 3 мая Бэньси был оставлен коммунистами.
Падение Бэньси изменило всю оперативную ситуацию, высвободив значительные гоминьдановские силы. Теперь Новая 6-я армия под командованием Ляо Яосяна охватила Сыпин справа, 71-я армия под командованием Чэнь Минжэня — слева, а Новая 1-я армия под командованием Сунь Лижэня оставалась в центре фронта.

### Третий этап
14 мая гоминьдановские войска начали под Сыпином решающее наступление по всему фронту. 18 мая гоминьдановской Новой 6-й армии удалось взять горную вершину Тацзышань, господствовавшую над всем северо-восточным участком обороны коммунистов. Чтобы сохранить войска, Линь Бяо, не дожидаясь разрешения от ЦК партии, отдал приказ о начале отступления из Сыпина.

## Итоги и последствия
За месяц обороны Сыпина коммунисты потеряли около 8 тысяч человек, причём это были закалённые опытные бойцы. Потеря Сыпина уронила боевой дух коммунистов на северо-востоке Китая: стало казаться, что гоминьдановцев невозможно остановить.